# Gustave Defnet
Gustave Jean-Baptiste Noël Defnet (Namur, 25 décembre 1858 - Namur, 14 mai 1904) est un ouvrier typographe, cofondateur et dirigeant du Parti ouvrier belge, syndicaliste, coopérateur, journaliste, conseiller communal et échevin de Saint-Gilles, député de l’arrondissement de Namur.

## Biographie
Né à Namur le 25 décembre 1858,, Gustave Defnet est le fils de Frédéric Defnet, cordonnier et, à un certain moment, ouvrier d’usine, et de Félicia Lefèvre, ménagère.
Il entre à 14 ans comme apprenti typographe au journal namurois L'Opinion Libérale pour ensuite rejoindre l'imprimerie Vanderauwera dont l'atelier est dirigé par Émile Wittmann.
Parti faire son service militaire au 1er Régiment de Chasseurs à Pied (belge) , il y est rapidement promu sous-officier et nommé secrétaire du lieutenant-colonel de Haes,.
De retour à la vie civile, il part à la recherche de travail, en trouve en France à Lille puis Paris comme typographe et correcteur d'imprimerie surtout pour des journaux radicaux et socialistes. Il revient en Belgique, se marie et commence à se lier avec Volders et Bertrand. Il devient ensuite correcteur, puis rédacteur au journal ouvrier Le Peuple,.
En 1877, il fait partie de la société rationaliste Les Cosmopolitains. Il devient le secrétaire de l'Association Typographique de Bruxelles et aussi président de la Fédération des Associations Typographiques de Belgique. Il fonde la Fédération Internationale Corporative des Mineurs d'Europe.
Il devient membre du Parti Ouvrier Belge en 1886 et en deviendra le secrétaire plus tard,. En 1890, il devient président de la fédération typographique belge. Il est conseiller communal de Saint-Gilles depuis octobre 1890 avant d'en être l'échevin le 5 octobre 1893,. Il deviendra député sous cette étiquette en 1894 en étant élu par les 32780 électeurs de Namur.
Il meurt d'une attaque d'apoplexie en pleine rue de Namur,.

## Postérité
Cinq rues de Belgique portent son nom : une à Saint-Gilles (Bruxelles)
, une à Namur, une à Colfontaine, une à Frameries et une à Herstal